# Gottfried Herrmann
Pour les articles homonymes, voir Herrmann.
Gottfried Herrmann, né le 15 mai 1808 à Sondershausen, mort le 6 juin 1878 à Lübeck, est un organiste et compositeur allemand.

## Biographie
Gottfried Herrmann provient d'une famille de musiciens de la Thuringe. Il partit en 1813 pour Nordhausen avec son père, qui y était engagé par la municipalité. Il y prit des cours de musique auprès d'August Mühling. En 1826, il devint l'élève et l'assistant de Louis Spohr à Cassel, où il eut également Moritz Hauptmann pour professeur. Ses premiers emplois comme violoniste furent à Hanovre et Francfort.
Il devint en 1832 l'assistant de Johann Wilhelm Cornelius von Königslöw à l'église Sainte-Marie de Lübeck, puis prit sa place lors du décès de ce dernier en 1834. De même que Johann Wilhelm Cornelius von Königslöw, il fut en même temps directeur musical de la ville, ce qui lui demanda de plus en plus de temps, au point de créer des tensions à propos de son emploi d'organiste. Lui-même se considérait d'ailleurs davantage comme un chef d'orchestre et un chef de chœur plutôt que comme un organiste.
En 1844, il fut nommé maître de chapelle dans sa ville d'origine, Sonderhausen. Il y eut à diriger les concerts et opéras. Le conseil de l'église Sainte-Marie décida de se doter d'un organiste non lié à d'autres fonctions musicales en la personne de Hermann Jimmerthal qui devint ainsi son successeur.
Le conseil de la ville de Lübeck parvint à faire revenir Herrmann en 1852, avec l'exclusivité des responsabilités en matière de vie musicale au niveau de la ville. En 1860, en tant que directeur musical de la ville, et non comme musicien d'église, il donna la première représentation de la Passion selon saint Matthieu de Jean-Sébastien Bach à Lübeck en l'église Sainte-Catherine, puis la Passion selon saint Jean un an plus tard en l'église Sainte-Marie.

## Œuvre
De son temps, Herrmann était principalement connu pour ses lieder. Après des années d'oubli, la bibliothèque municipale de Lübeck ouvrit l'année 2000 par une réédition de ses œuvres.